# Tenorit
A tenorit vagy feketeréz az oxidásványok közé tartozó ásvány. A réz-oxid egyik természetben előforduló ásványa. Nevét felfedezőjéről, Michele Tenore (1780-1861) olasz botanikusról kapta.

## Jellemzői
A tenorit monoklin rendszerben kristályosodik. Prizmás megjelenésű, rácsa torzult kősószerkezet. Általában földes vagy koromszerű kifejlődésben, ritkábban pikkelyes-lemezes halmazokban keletkezik. Lemezei hajlíthatók. Fénye fémes, földes alakban fénytelen. Színe acélszürke, sötét szürke. Vékony lemezei barnán áttetszők. Kivehető pleokroizmusa és jelentős anizotrópiája van. Fényvisszaverő képessége közepes. Savakban oldódik, faszénen rézgömböcskévé olvad.

## Előfordulása
Elsődlegesen a Vezúv és Etna láváin réz-klorid és vízgőz kölcsönhatásaként, csillogó, kristályos halmazokban jön létre, másodlagosan pedig rézércek oxidációs termékeként kuprit, malachit, kalkozin, limonit társaságában. Minden nagyobb rézérc lelőhelyen megtalálható.